# Enregistrement analogique

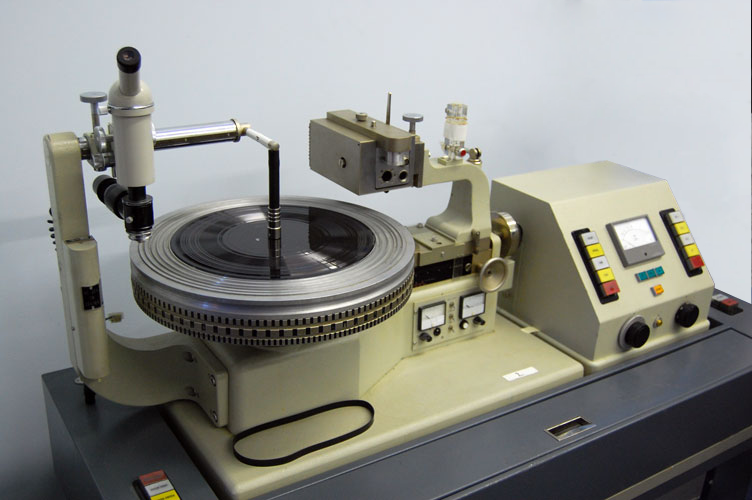
Enregistreur Neumann VMS-70 pour la fabrication de disques microsillons.

L'enregistrement analogique (du grec ana « selon » et logos « relation ») est une technique utilisée pour enregistrer des signaux audio en créant un type de marquage capable de générer un motif continu (comme les ondulations d'un disque phonographique ou les variations d'intensité magnétique d'une bande de cassette audio) qui suit les oscillations du signal original. À leur tour, ces supports (audio et vidéo) peuvent être reproduits à l'aide d'appareils conçus pour les lire également sous forme analogique.
Les méthodes d'enregistrement analogiques enregistrent les signaux originaux en continu dans ou sur un support dédié. Le signal doit être stocké sous la forme d'une texture physique dans un enregistrement phonographique, ou sous la forme d'une fluctuation dans le champ d'un enregistrement magnétique. Cette caractéristique différencie les systèmes d'enregistrement analogiques des systèmes d'enregistrement numériques, dans lesquels les signaux sont représentés par des nombres discrets.

## Types d'appareil

### Phonautographe
Historiquement, le premier appareil capable d'enregistrer des ondes sonores sous forme analogique est le phonautographe, breveté par l'inventeur français Édouard-Léon Scott de Martinville en 1857. Il s'agissait d'un appareil simple qui enregistrait les oscillations d'une aiguille fixée à un diaphragme à la surface d'un cylindre de verre noirci par la suie d'une lampe. Utilisé comme méthode de visualisation des caractéristiques des ondes sonores, il n'avait pas la capacité de reproduire les sons enregistrés.

### Phonographe
Le phonographe, inventé par l'inventeur Thomas Edison en 1877, est la première machine utilisée pour capturer et reproduire le son de manière analogique. Edison a incorporé dans son phonographe plusieurs éléments qui sont devenus indispensables et que l'on retrouve aujourd'hui dans les appareils d'enregistrement.

### Gramophone

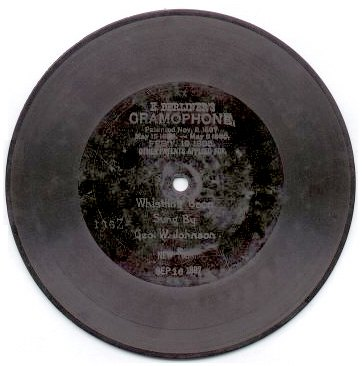
Disque Berliner Gramophone.

Les amateurs de tourne-disques contemporains connaissent déjà l'une des améliorations apportées au phonographe, connue sous le nom de gramophone. L'inventeur Emile Berliner a créé cet appareil en 1887, dix ans après l'appareil original d'Edison

### Télégraphone
La grande amélioration de l'enregistrement audio analogique vient avec l'avènement du télégraphone, créé par l'inventeur danois Valdemar Poulsen entre 1898 et 1900. Cette machine était très différente du gramophone et du phonographe car, au lieu d'enregistrer le son mécaniquement, elle utilisait un procédé basé sur un dispositif électromagnétique,.
Poulsen était capable de transmettre un signal électrique, semblable à celui émis par un téléphone ou une radio, et de le capturer sur un élément magnétisable, en l'occurrence un fil d'acier, qui était enroulé autour d'un tambour.

### Magnétophone
En 1935, l'inventeur Fritz Pfleumer porte l'idée de l'enregistrement électromagnétique à un niveau supérieur. Au lieu d'utiliser un support d'enregistrement lourd, coûteux et dangereux comme le fil d'acier de Poulsen, il se rend compte qu'il était possible d'utiliser des bandes de papier recouvertes de particules de fer. Le fer permet de magnétiser le papier de la même manière que le fil d'acier, mais élimine la plupart de ses problèmes. Le magnétophone fonctionnait selon un processus presque identique à celui du télégraphe. La bande de papier électromagnétique passait sur une tête d'enregistrement, générant des motifs de différentes polarités magnétiques qui pouvaient ensuite être reproduits. La reproduction était réalisée en utilisant le processus inverse de l'enregistrement. Le papier préalablement magnétisé, qui deviendra la bande, est passé sur une bobine, créant des changements dans le flux magnétique. Ces changements se traduisaient par un courant électrique qui, une fois amplifié, produisait une réplique des sons précédemment enregistrés.